# Viktprocent
Viktprocent är ett sätt att ange blandningsförhållandet mellan olika ämnen i en blandning. Det är de ingående ämnenas viktandel av blandningens totalvikt som anges. Viktprocent är lämpligt sätt att ange blandningsförhållanden för ämnen i form av pulver, gas eller granulerad form eftersom dessa ämnens volym beror på hur hårt de packas. Tidigare angavs även alkoholhalten i öl som viktprocent men man har numera gått över till volymprocent.
Inom kemin är det däremot molförhållandet som anges eftersom detta är oberoende av tryck, temperatur och aggregationstillstånd.

## Viktprocent och alkohol
Alkohol har lägre täthet än vatten. En liter ren alkohol väger 789 gram, det betyder att ett kilogram ren alkohol är 1,27 liter. En liter rent vatten väger ett kilogram.
Om man räknar ut alkoholstyrkan i öl blir siffrorna olika beroende på om man menar hur mycket av vikten som är alkohol, eller hur mycket av volymen som är alkohol. Alkohol är lättare än vatten, så räknar man på vikten blir procentsiffran lägre. Viktprocent talar om hur mycket av vikten som är alkohol, volymprocent talar om hur mycket av volymen som är alkohol.
Tidigare mättes ölens alkoholhalt i viktprocent, men vin och sprit i volymprocent. Numera använder man volymprocent på ölen också. Det ger högre siffror på samma alkoholhalt.
| Typ av öl | Viktprocent | Volymprocent |
| --------- | ----------- | ------------ |
| Lättöl    | 1,8         | 2,25         |
| Ny ölen   | 2,2         | 2,8          |
| Folköl    | 2,8         | 3,5          |
| Mellanöl  | 3,5         | 4,4          |
| Starköl   | 4,5         | 5,6          |